# Maronis
Maronis é um gênero de traça pertencente à família Arctiidae.